# Cayo Fiesta
Cayo Fiesta (en inglés: Fiesta Key) es una isla de los Cayos de Florida del medio.
Se conecta a través de calzada de EE. UU. 1 (o la Autopista de ultramar) alrededor de la milla 70, cerca del extremo oriental de Cayo Largo.
Se conoció antes como Cayo Jew-Fish (más tarde Cayo Jewfish, y luego Cayo Jewfish Bush). Louie Turner estableció su vivienda en la isla, el 7 de enero de 1908 convirtiéndose en el primer propietario conocido. Durante un período en la década de 1950 y 1960, el cayo fue propiedad de la empresa de autobuses Greyhound. Durante ese período, fue nombrado Cayo tropical, y luego Cayo Greyhound. Kampgrounds of America (KOA) compró la isla en el año 1966, cambiándole el nombre a 'Fiesta Key o Cayo Fiesta. 